# Josef Hyrtl
Josef Hyrtl, född 7 december 1810 i Eisenstadt, död 17 juli 1894 i Perchtoldsdorf vid Wien, var en österrikisk anatom.
Hyrtl blev 1833 prosektor vid Wiens universitet och 1837 professor i anatomi vid Karlsuniversitetet i Prag samt var 1845-74 professor i anatomi i Wien. Han var en mästare i anatomiska preparation och är särskilt berömd för sina injektionspreparat, men han går egentligen inte utöver den deskriptiva anatomin. Museet för jämförande anatomi i Wien är hans verk. I slutet av 1870-talet skänkte han en utmärkt samling skelett av reptiler, batrachier och fiskar till Karolinska institutet i Stockholm. Sin förmögenhet dels skänkte, dels testamenterade han till välgörande ändamål. Josef Hyrtl gifte sig med författarinnan och poeten Auguste Hyrtl 1870.